# 진용식 (자전거 경기 선수)
진용식(1978년 7월 4일 ~ )은 대한민국의 자전거 경기 선수이다. 2008년 하계 패럴림픽에서 2개의 메달을 받았다: 남성 개인 추발 부문에서 은메달,남자 개인 TT(Time Trial)에서 동메달.